# 都吉
都吉，中华人民共和国政治人物、全国脱贫攻坚先进个人。

## 生平
都吉任德钦县羊拉乡甲功村第一书记、驻村工作队队长，中国铜业云南迪庆矿业开发有限公司安全环保健康部副经理。因在脱贫攻坚战中作出突出贡献，2021年2月25日全国脱贫攻坚总结表彰大会上，都吉被授予“全国脱贫攻坚先进个人”。